# Paweł Golański
Paweł Golański (n. 12 octombrie 1982, Łódź, Polonia) este un jucător polonez de fotbal, care joacă pe post de fundaș la echipa Górnik Zabrze și în Echipa națională de fotbal a Poloniei. În iulie 2007 a semnat un contract pe 3 ani cu Steaua București, care a plătit 1.000.000 € echipei Korona Kielce pentru transfer.

## Statisticile carierei

### Club
- ŁKS Łódź (2000–2005)
- →  Legia Varșovia (2003)
- Korona Kielce (2005–2007)
- Steaua București (2007–2010)
- Korona Kielce (2010-2015)
- →  ŁKS Łódź (2011)
- A.S. Ardealul Târgu Mureș (2015)
- Górnik Zabrze (2016-?)

## Performanțe internaționale
A jucat pentru Steaua București în grupele UEFA Champions League, contabilizând 3 meciuri în această competiție.

## Titluri
ASA Târgu Mureș
- Supercupa României (1): 2015

| Sezon | Club    | Titlu                 |
| ----- | ------- | --------------------- |
| 2001  | Polonia | Campion European U-18 |